# Villa Eisgrubweg 13

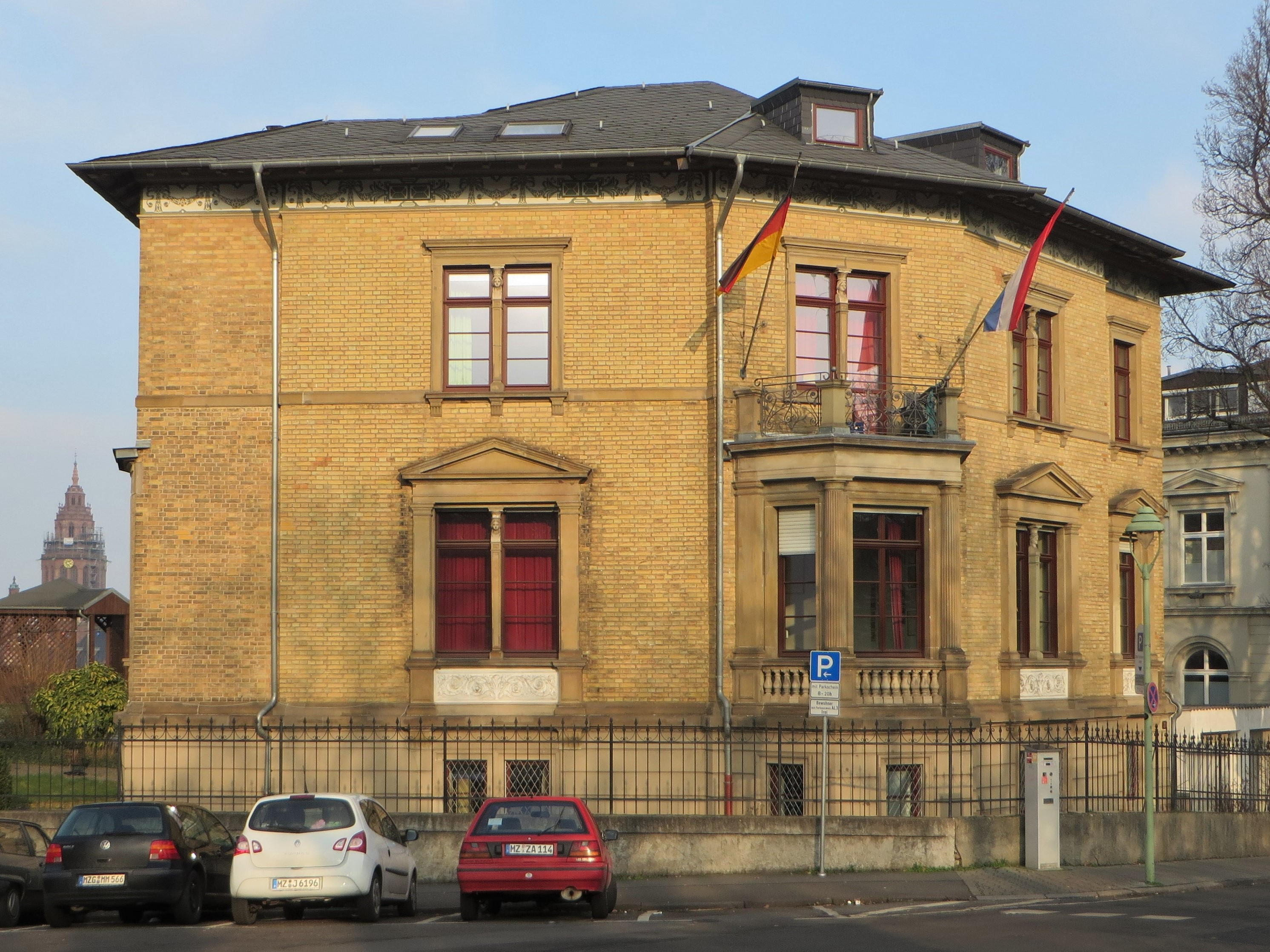
Die Villa Eisgrubweg 13, heutiges Verbindungshaus

Die Villa Eisgrubweg 13, im Eisgrubweg in Mainz, entstand 1873/74 nach Entwürfen von Philipp Krebs. Die Villa ist eingefasst von einer zu ihrer Erbauungszeit angelegten Gartenanlage. Das fünfseitige Grundstück ist, auch bedingt durch die Lage an zwei Straßenzügen und teils größerer Höhenunterschiede, von unregelmäßigem Zuschnitt. Das Gebäude steht als Kulturdenkmal unter Denkmalschutz.

## Architektur
Die repräsentative Neurenaissance-Villa im Stil eines toskanischen Landhauses entstand 1873/74 nach Entwürfen des Architekten Philipp Krebs. Der zweistöckige, hausteingegliederte Klinkerbau wird von einem rustizierten Souterrain getragen und weist aufgrund der Grundstücks- und Geländeform einen polygonalen Grundriss auf. 1903 wurde durch den Architekten Oscar Hauswald ein Wintergarten ergänzt.

## Nutzung als Verbindungshaus
In den 1960er Jahren erwarb die Studentenverbindung KDStV Rhenania-Moguntia zu Mainz im CV das Haus als Korporationshaus. Ein vorheriger Eigentümer soll Justizrat Joseph Zuckmayer gewesen sein, ein Onkel des Schriftstellers Carl Zuckmayer.